# Meiselberg (Wien)
Der Meiselberg ist ein 289 Meter hoher Berg im 19. Wiener Gemeindebezirk Döbling.

## Geographie
Der Meiselberg bildet die südöstliche Fortsetzung der Bellevuehöhe und liegt im Döblinger Bezirksteil Sievering. Er wird vom Kaasgraben im Norden und vom Arbesbach im Süden begrenzt. Der Berg liegt in einem nordöstlichen Ausläufer der Ostalpen. Er besteht aus marinen Sanden und Schottern des Neogen.

## Geschichte
Der Meiselberg erhielt seinen Namen vermutlich auf Grund seines scharf gezeichneten Rückens, womit sein Name vom mittelhochdeutschen meizel (Meißel) stammen dürfte. Der Meiselberg ist heute locker mit Wohnhäusern verbaut, wird jedoch im Gegensatz der umliegenden Berge nicht für den Weinbau genutzt.